# Czytadło
Czytadło – powieść Tadeusza Konwickiego, opublikowana w 1992 roku, operująca konwencjami powieści kryminalnej i romansu. Utwór spotkał się z dość nieprzychylnymi reakcjami krytyki.

## Fabuła utworu
Głównego bohatera powieści budzi nadejście policji, która znajduje w jego mieszkaniu zwłoki kobiety. Bohater zostaje aresztowany, a następnie zwolniony za kaucją, którą wpłaca jego przyjaciel Toni Mickiewicz. Bohater poznaje siostrę zmarłej – Lubę Karnowską, optymistkę, zachwyconą życiem. Nawiązuje z nią romans. Podczas jednej z wędrówek po mieście główny bohater udaje się na zjazd Soboru Słowiańskiego, gdzie odbywa się aukcja polskich świętości. Sprzedawane są m.in. stanik Emilii Plater i kamień nerkowy Stefana Batorego. Bohater wraca do Luby, która jednak jest umierająca. Bohater zasypia, rano budzi się i znajduje obok siebie zwłoki ukochanej, tym samym wracając do punktu wyjścia powieści. 

## Opinie krytyki
Powieść spotkała się z niewielką ilością pochwał (np. w rozmowie Adama Michnika i Piotra Bratkowskiego, opublikowanej w Gazecie Wyborczej została określona najważniejszą książką autora od czasu Małej apokalipsy, a „Tygodnik Powszechny” wybrał ją wydarzeniem prozatorskim roku 1992), krytyka była przede wszystkim niechętna nowemu utworowi pisarza. Maciej Ziętara zatytułował swoją recenzję Konwicki sięga bruku i zasugerował, że książka zawiera wiele zbędnych chwytów formalnych, natomiast pisarstwo Konwickiego znajduje się w stanie upadku. Przemysław Czapliński z kolei stwierdził, że powieść jest nieudana jako czytadło, nie sprawdza się również jako coś więcej. Zdzisław Pietrasik zarzucał Konwickiemu, że potraktował rzeczywistość polską jako temat na czytadło, a współczesne problemy sprowadził do poziomu romansu.

## Adaptacja
W 1996 Jerzy Markuszewski wyreżyserował dla TVP spektakl telewizyjny